# Берко Михайло Дмитрович
Михайло Дмитрович Берко (10 серпня 1946, село Верхня Білка, тепер Львівського району Львівської області — 1 лютого 2001, Дрогобицький район Львівської області) — український радянський діяч, 1-й секретар Дрогобицького райкому КПУ, голова колгоспу «Перше травня» Дрогобицького району Львівської області. Народний депутат СРСР 12-го скликання (травень 1989—1991). Кандидат сільськогосподарських наук (13.12.1994).

## Біографія
Народився в бідній селянській родині. Батько працював конюхом у колгоспі. З 1953 до 1964 року навчався у Верхньобілківській середній школі Пустомитівського району Львівської області.
З 1964 до 1967 року навчався в Калінінградському вищому військово-інженерному училищі. У 1967 році був комісований із училища за станом здоров'я.
У 1967 році перевівся на факультет механізації сільського господарства Львівського сільськогосподарського інституту.
У 1972 році закінчив Львівський сільськогосподарський інститут, здобув спеціальність інженер-механік сільського господарства.
У 1972—1979 роках — головний інженер-механік, секретар партійного комітету радгоспу імені 50-річчя Жовтня села Рихтичі Дрогобицького району Львівської області.
Член КПРС з 1975 року.
У 1979 — грудні 1987 року — голова правління колгоспу «Перше травня» села Волощі Дрогобицького району Львівської області.
27 грудня 1987 — 29 серпня 1988 року — 1-й секретар Дрогобицького районного комітету КПУ Львівської області.
З 1988 по 2001 рік — голова правління колгоспу (колективного сільського підприємства) «Перше травня» села Волощі Дрогобицького району Львівської області.
Був членом Партії Праці.
Проживав у селі Рихтичі Дрогобицького району Львівської області.

## Нагороди та звання
- Заслужений працівник сільського господарства України (.08.1997)